# Ngũ Đài
Ngũ Đài (chữ Hán giản thể: 五台县, âm Hán Việt: Ngũ Đài huyện) là một huyện thuộc địa cấp thị Hãn Châu, tỉnh Sơn Tây, Cộng hòa Nhân dân Trung Hoa. Huyện Ngũ Đài có diện tích 2868 km², dân số năm 2003 là 310.000 người. Huyện Ngũ Đài có 6 trấn và 23 hương.
- Trấn: Thành Quan, Đài Hoài, Đậu Thôn, Cảnh Trấn, Bạch Gia, Đông Dã.
- Hương: Linh Cảnh, Thần Tây, Lý Gia Trại, Đông Lôi, Loan Tử, Câu Nam, Đồng Tiền, Đại Thạch, Môn Hạn Thạch, Như Thôn, Tương Phường, Liễu Viện, Trần Gia Trang, Thiên Hoa, Cao Hồng Khẩu, Tầng Khang, Đông Dục, Lưu Gia Trang, Thạch Chủy, Lư Định Tự, Dương Bạch, Hồng Biểu, Kiến An.